# Forêt nationale de Colville
Pour les articles homonymes, voir Colville.
La forêt nationale de Colville, en anglais Colville National Forest, est une forêt nationale américaine dans l'État de Washington. Couvrant 3 862 km2, elle s'étend dans les comtés de Ferry, Pend Oreille et Stevens. Créée en 1907, l'aire protégée est gérée par le Service des forêts des États-Unis.